# (192583) 1999 AY9
1999 أي واي 9 (ويعرف أيضًا باسم (192583) 1999 أي واي 9 وفق تسمية الكوكب الصغير) (بالإنجليزية: 1999 AY9)‏ هو كويكب ضمن حزام الكويكبات؛ وترتيبه 192583 من حيث الاكتشاف.
اكتُشف هذا الجُرم الفلكي بواسطة برنامج شميدت للكويكبات في بكين في 13 يناير 1999.

## وصلات خارجية
- (192583) 1999 AY9 في قاعدة بيانات مختبر الدفع النفاث لأجرام النظام الشمسي الصغيرة

- الاكتشاف · مخطط المدار ·  العناصر المدارية · المعلمات المادية

- (192583) 1999 AY9 على موقع ويكي سكاي: DSS2, SDSS, GALEX, IRAS, Hydrogen α, X-Ray, Astrophoto, Sky Map, Articles and images